# Bakonyszentlászló
Bakonyszentlászló je vas na Madžarskem, ki upravno spada pod podregijo Pannonhalmai Županije Győr-Moson-Sopron.